# Carl-von-Ossietzky-Park

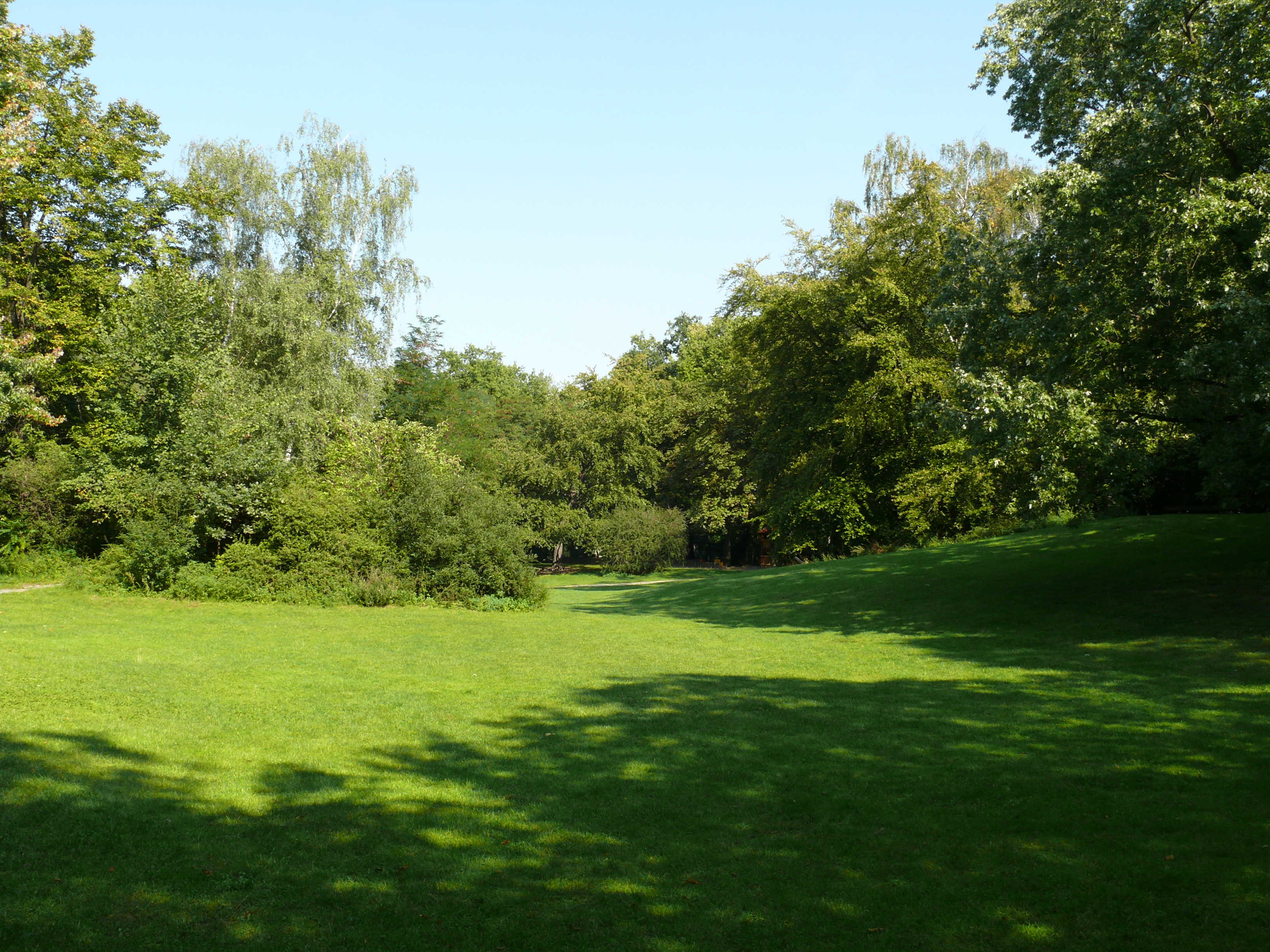
Blick in den Park

Der Carl-von-Ossietzky-Park ist eine knapp zwei Hektar große Parkanlage im Berliner Ortsteil Moabit des Bezirks Mitte. Sie ist nach dem Friedensnobelpreisträger Carl von Ossietzky benannt, an den eine Gedenktafel im Park erinnert.

## Lage
Der Park grenzt nördlich an die Straße Alt-Moabit, östlich an die Paulstraße, südlich an die Melanchthonstraße und westlich an die Spenerstraße. In unmittelbarer Nähe befinden sich die Justizvollzugsanstalt Moabit und der Spree-Bogen.

## Geschichte
Im frühen 19. Jahrhundert befand sich auf dem heutigen Parkgelände das Generalkommando des Garde-Corps, also insbesondere die Dienstvilla des Kommandeurs mit großem Park; deshalb auch „Generalsgarten“ genannt.
Dies wurde ersetzt durch die 1861 fertiggestellte und im Zweiten Weltkrieg zerstörte Villa Pflug. Sie wurde vom Architekten Eduard Knoblauch geplant und von dessen Sohn Gustav Knoblauch für den Berliner Industriellen Friedrich Adolf Pflug gebaut. Zwischen 1960 und 1965 wurde der Park von den Landschaftsgestaltern Wilhelm Alverdes und Hans Niemann umgestaltet, ersterer wirkte bereits bei der Neugestaltung des Großen Tiergartens mit. Das ursprünglich bis zu den umgebenden Straßen reichende Grundstück war auf drei Seiten durch eine Randbebauung geschmälert worden.